# Bonifácio Piccinini
Bonifácio Piccinini (ur. 13 maja 1929 w Luiz Alves, zm. 28 listopada 2020 w Cuiabá) – brazylijski duchowny rzymskokatolicki, w latach 1981–2004 arcybiskup Cuiabá.

## Życiorys
Święcenia kapłańskie przyjął 11 lutego 1960. 27 czerwca 1975 został prekonizowany koadiutorem archidiecezji Cuiabá ze stolicą tytularną Turres in Byzacena. Sakrę biskupią otrzymał 31 sierpnia 1975. 15 sierpnia 1981 objął urząd ordynariusza. 9 czerwca 2004 przeszedł na emeryturę.